# Лубовиці (Великопольське воєводство)
Лубовиці (пол. Łubowice) — село в Польщі, у гміні Кішково Гнезненського повіту Великопольського воєводства.
Населення — 31 особа (2011).
У 1975-1998 роках село належало до Познанського воєводства.

## Демографія
Демографічна структура станом на 31 березня 2011 року:
|          | Загалом | Допрацездатний вік | Працездатний вік | Постпрацездатний вік |
| -------- | ------- | ------------------ | ---------------- | -------------------- |
| Чоловіки | 17      | 4                  | 13               | 0                    |
| Жінки    | 14      | 4                  | 8                | 2                    |
| Разом    | 31      | 8                  | 21               | 2                    |